# Обыкновенная акция
Обыкновенная акция — ценная бумага, эмитируемая акционерным обществом, удостоверяет владение долей в уставном капитале акционерного общества, дает право на участие в управлении обществом, получении части имущества в случае ликвидации общества, а также на получение части прибыли в виде нефиксированных дивидендов в случае соответствующих решений Собрания акционеров и Совета директоров (Наблюдательного совета).
Кроме того, ограничения на выплату дивидендов могут быть введены действующим национальным законодательством. Так, например, в России запрещена выплата дивидендов, если за отчётный период финансовая отчётность не показывает чистую прибыль предприятия или в случае наличия судебных решений (в том числе международных арбитражных судов).
Дивиденды выплачиваются из части прибыли, оставшейся после уплаты процента обладателям привилегированных акций. Владельцы обыкновенных акций, как правило, обладают правом голоса на общем собрании акционеров. Дивиденды по обыкновенным акциям не гарантируются. Торговля обыкновенными акциями ведётся на фондовой бирже или внебиржевыми методами. Биржевая стоимость обыкновенных акций в России чаще выше, чем стоимость привилегированных.